# Cystoisospora canis
Cystoisospora canis, anteriormente conocido como Isospora canis, es un parásito microscópico unicelular, responsable de causar una enfermedad gastrointestinal en perros, llamada coccidiosis.

## Trasfondo
Cystoisospora, anteriormente conocido como Isospora, es un género de protozoarios que producen coccidiosis en humanos, perros y gatos. La coccidiosis es una infección gastrointestinal causada por miembros del filo sporozoa, entre los que se encuentra el género Cystoisospora. Las especies que infectan perros son: Cystoisospora canis, Cystoisospora ohioensis, Cystoisospora neorivolta y Cystoisospora burrowsi. Los ooquistes de C. Canis son más grandes en comparación con las otras tres especies, al mismo tiempo, los quistes de estas tres especies son similares entre sí. Al ser los quistes de estas tres especies similares, sólo pueden diferenciarse luego de un análisis exhaustivo.

## Ciclo vital y Transmisión
Un perro puede infectarse con la enfermedad al ingerir los ooquistes, que pueden encontrarse en la materia fecal de un animal huésped. Cuando un perro se infecta, el parásito se aloja en el epitelio intestinal, tejido formado por las células que integran el intestino delgado. También puede alojarse en otros tejidos como el bazo, hígado y los nodos linfáticos mesentéricos (ubicados en las paredes de los intestinos). Al esporularse, el ooquiste libera 8 esporozoitos. Estos esporozoitos atacan a las células intestinales, dónde evolucionan en esquizontes, Los esquizontes son parte de la etapa asexual, en la cual hay tres generaciones de esquizontes. Luego de terminado el proceso de multiplicación, se forman los gametos. Los gametos son parte de la etapa sexual, así pueden invadir otras células. Los gametos masculinos se dividen y salen a la célula huésped, luego invaden células que contienen al gameto femenino. Una vez que los gametos masculinos y femeninos estén en la misma célula huésped, se fusionarán creando un zigoto. El cigoto se convierte en un ooquiste. El ooquiste luego sale de la célula huésped y deja el hospedador saliendo a través de sus heces. El ooquiste no es infeccioso en las heces, sin embargo luego esporulará en 4 días, siendo infeccioso para el siguiente huésped, iniciando el ciclo otra vez. Los síntomas asociados con la enfermedad pueden llegar a ser severos cuando los ooquistes ingeridos han esporulado.

## Síntomas
La Coccidiosis usualmente no representa una gran amenaza a la salud del animal, a menos que el animal sea de naturaleza enferma e inmunodeprimido. en algunos casos la infección es asintomática en adultos; en otros casos (principalmente en cachorros y perros viejos) el parásito puede causar:
| anemia  | pérdida de peso | dolor abdominal |
| vómitos | anorexia        | diarrea líquida |
| fiebre  | deshidratación  | depresión       |

Si la enfermedad no es tratada, puede llevar a la muerte del animal.

## Diagnóstico
El tiempo entre la infección y cuando el parásito puede ser detectado (el período prepatente) es de aproximadamente 9-11 días. Para detectar el parásito, se lleva a cabo un examen de flotación fecal. Esta prueba consiste en examinar en el microscopio una muestra de heces y de esta manera identificar si hay parásitos.

## Tratamiento
Los antibióticos pueden reducir la cantidad de parásitos y mejorar la salud del animal. Los antibióticos deben tomarse de 10 a 14 días, usualmente se emplea Sulfadimetoxina. 

## Prevalencia
Entre el 3% y 38% de los canes de Norteamérica alojan al parásito.

## Control y Prevención
Para prevenir la coccidiosis, el saneamiento es vital para asegurar que la zona esté libre de heces. Es importante remover rápidamente cualquier rastro de heces ya que C. Canis puede entrar rápidamente en la etapa infecciosa de su ciclo vital. Los ooquistes maduros son resistentes a la mayoría de los productos de limpieza y pueden vivir durante largos períodos de tiempo. Los productos de limpieza que contienen amoníaco, o la limpieza mediante vapor pueden aniquilar los ooquistes infecciosos. Otra manera de prevenir la infección es no permitir que el perro ingiera roedores que puedan ser portadores del parásito.